# Siraitia africana
Siraitia africana är en gurkväxtart som först beskrevs av Charles Jeffrey, och fick sitt nu gällande namn av An Min g Lu och Z.Y. Zhang. Siraitia africana ingår i släktet Siraitia och familjen gurkväxter. Inga underarter finns listade i Catalogue of Life.